# 야크젖
야크젖(티베트어: འབྲི་འོ 브리오)은 야크의 젖이다. 마시기도 하고, 야크젖 버터나 치즈를 만드는 데 쓰기도 한다. 주로 티베트, 몽골, 네팔 등 중앙아시아에서 생산된다.